# Bohdan Kołodziejczak
Bohdan Józef Kołodziejczak (ur. 19 marca 1931 w Kiełpinie, zm. 22 kwietnia 2012) – polski działacz partyjny i państwowy, w latach 1975–1976 wicewojewoda toruński.

## Życiorys
Syn Stanisława i Marii. W 1959 wstąpił do Polskiej Zjednoczonej Partii Robotniczej. Od 1961 do 1971 był sekretarzem Komitetu Powiatowego w Rypinie, następnie do 1975 – I sekretarzem KP PZPR w Golubiu-Dobrzyniu. Od 1975 do 1978 członek Komitetu Wojewódzkiego PZPR w Toruniu, należał w nim do Komisji Rolnej oraz egzekutywy (1975–1978). Od 1 czerwca 1975 do 31 grudnia 1976 pełnił funkcję wicewojewody toruńskiego.
Został pochowany na Centralnym Cmentarzu Komunalnym w Toruniu.